# ユートピア

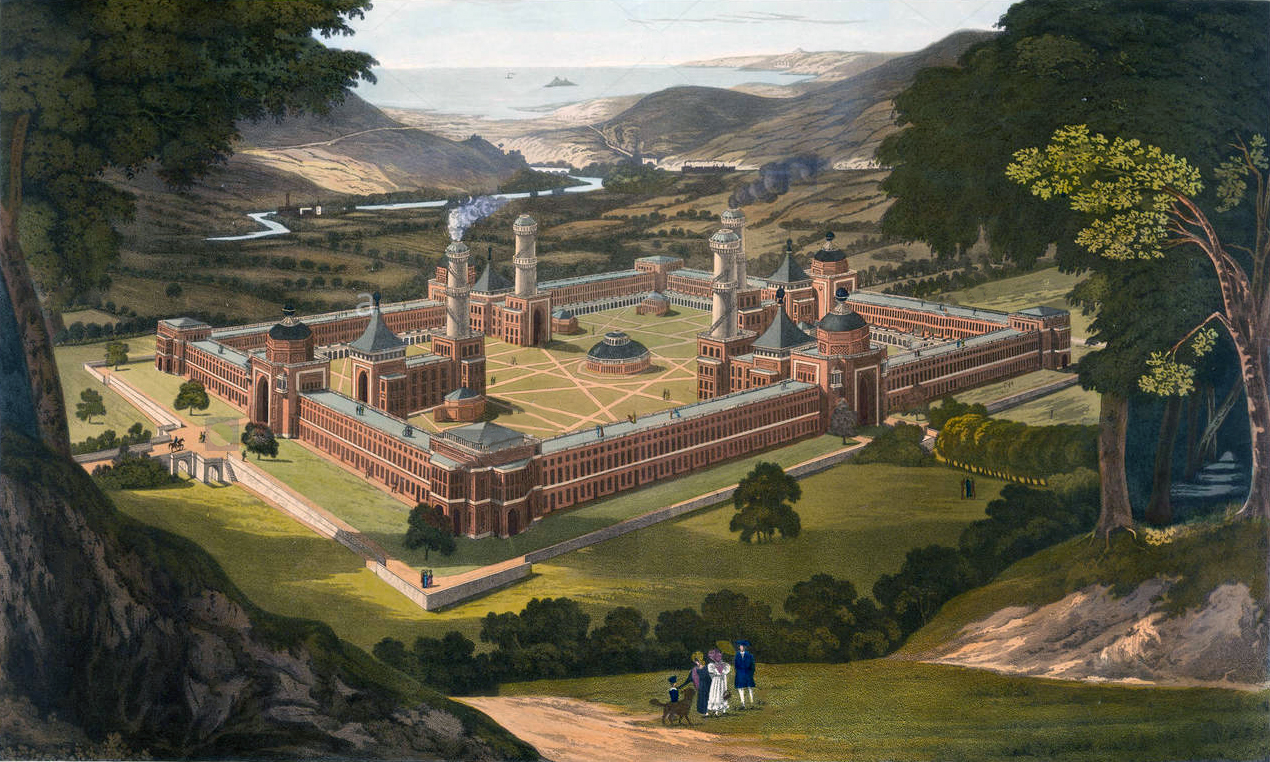
ロバート・オウエンが提案した米国インディアナ州ニューハーモニーの地域社会の図、1838年。

ユートピア（英: utopia, 英語発音: [juːˈtoʊpiə] ユートウピア）は、イギリスの思想家トマス・モアが1516年にラテン語で出版した著作『ユートピア』に登場する架空の国家の名前。桃源郷とほぼ同意で、「理想郷（りそうきょう）」「無何有郷（むかゆうきょう）」「無何有之郷（むかうのさと）」とも呼ばれる。和製漢語も参照。
現実には決して存在しない理想的な社会として描かれ、その意図は、現実の社会と対峙させることによって、現実への批判をおこなうことであった。
ギリシア語の οὐ (ou, 無い、英語の“no”), τόπος (topos, 場所、英語の“place”) を組み合わせ「どこにも無い場所」を意図とした地名と説明されることが多いが、記述の中では Eutopia としている部分もあることから、eu- （良い）と言う接頭語もかけて「素晴らしく良い場所であるがどこにもない場所」を意味するものであったとみられている。
ただし、「ユートピア」という言葉を用いるときには時に注意が必要である。現代人が素朴に「理想郷」としてイメージするユートピアとは違い、トマス・モアらによる「ユートピア」には格差がない代わりに人間の個性を否定した非人間的な管理社会の色彩が強く、決して自由主義的・牧歌的な理想郷（アルカディア）ではないためである（第3節、第4節参照）。従って、本来の意味からすると、社会主義や共産主義の文脈で用いられるべき言葉である。
ユートピアの対義語はディストピアである。ユートピア文学およびディストピア文学は今でも人気のジャンルとなっている。
ユートピアという言葉には空想的なイメージがあるが、実在するジャンルや概念に着想を得つつ、同時に現実の実践に着想を与えてきた。その対象は建築やファイルシェアリング、ホスピタリティ交換サービス、ベーシックインカム、コミューン、国境開放、海賊基地など多岐にわたる。

## モアの『ユートピア』

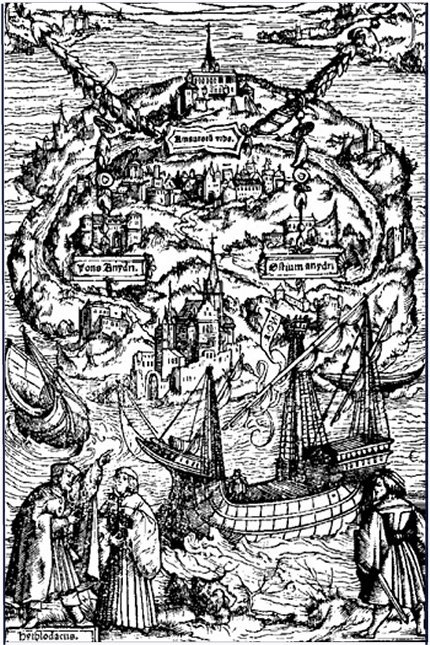
モアの『ユートピア』

モアの著作の正式名称は、Libellus vere aureus, nec minus salutaris quam festivus, de optimo rei publicae statu deque nova insula Utopia （『社会の最善政体とユートピア新島についての楽しく有益な小著』）という。
その内容は、
1. 第1巻
2. 第2巻、
3. 「手紙」

の3部で構成され、「第1巻」はユートピアに行った男の話、「第2巻」は作者によるユートピアの様子のまとめ、そして「手紙」は作者がある友人に送った私信という体裁を取る。「手紙」では、ユートピアについて作者がこれまでまとめたことへの違和感と共に、友人に対しユートピアへ行った男に連絡して真意を問いただして欲しいと依頼して終わっている。
ユートピアは500マイル×200マイルの巨大な三日月型の島にある。元は大陸につながっていたが、建国者ユートパス1世によって切断され、孤島となった。島の中の川はすべて改造されまっすぐな水路とされ島を一周しており、その中にさらに島がある。この、海と川で二重に外界から守られた島がユートピア本土である。ユートピアには54の都市があり、各都市は1日で行き着ける距離に建設されている。都市には6千戸が所属し、計画的に町と田舎の住民の入れ替えが行われる。首都はアーモロートという。
ユートピアでの生活は、モアより数世紀後の概念である共産主義思想が提示した理想像を想起させる。住民はみな美しい清潔な衣装を着け、財産を私有せず（貴金属、特に金は軽蔑され、後述する奴隷の足輪に使用されている）、必要なものがあるときには共同の倉庫のものを使う。人々は勤労の義務を有し、日頃は農業にいそしみ（労働時間は6時間）、空いた時間に芸術や科学研究をおこなうとしている。

### モアの『ユートピア』の実践
モアの『ユートピア』はユートピアの完成形が示されているだけで、そこに至るプロセスは示されておらず、現実社会で実現するのは困難である。しかし、16世紀にスペイン帝国が新大陸に入植した際に、広域国家が崩壊した中央・南アメリカ原住民の文化や秩序を白紙状態に戻して、知識人や宣教師の思いつきを実行に移せるチャンスを得た。イエズス会は入植開始からパラグアイのグアラニー人を使って、モアの『ユートピア』に記されているとおりの生活を実現させる実験をイエズス会が追放される1767年まで行った。
また、初代ミチョアカン司教になるフランシスコ会修道士バスコ・デ・キロガは、モアの『ユートピア』に影響を受け、メキシコ市郊外に「サンタ・フェのオスピタル」と呼ばれる実験的セツルメントを構築した。

## ユートピア文学
ユートピアという語はその後一般的となり、理想郷を意味する一般名詞にもなった。そこから架空の社会を題材とした文学作品はユートピア文学と呼ばれる。マルクス主義からは「空想的」「非科学的」と批判されたユートピア思想であるが、理想社会を描くことで現実の世界の欠点を照らす鏡としての意義を持っている。
トマス・モア以降、イタリアのトンマーゾ・カンパネッラは『太陽の都』（1602年）という、ルネサンス期のユートピア文学として『ユートピア』に匹敵する重要な作品を書いている。ジョナサン・スウィフトの『ガリヴァー旅行記』（1726年）もさまざまな空想都市を描いたユートピア小説ともとれる（たとえば、音楽と数学を愛好する空中都市ラピュータなど）。
18世紀、フランス啓蒙主義の時代にはルイ・セバスティアン・メルシエの未来のパリを描く『二四四〇年』ほか、ヴォルテールなどさまざまな作家・思想家がユートピア文学を執筆した。『ソドムの百二十日間』のマルキ・ド・サドや、『愛の新世界』のシャルル・フーリエなどユートピアとは異質と思われる作家も、ユートピア的世界観・ユートピア文学の手法を使い、閉ざされた世界の中の地獄絵図や、行き着くところまで行き着いた理想社会を描いた。
19世紀は資本主義の勃興の時代であり、その修正のための社会改良案や社会主義や共産主義が生まれるなど、現実の社会が加速的に繁栄をはじめ、その社会を現実に改造するための各種の思想に力が注がれたためか、ユートピア文学は非常に多く書かれたがあまり収穫がない。その中で、ウィリアム・モリスの『ユートピアだより』（1890年）は19世紀の優れたユートピア小説で、ほかとは異なった中世的で牧歌的な理想郷を構想している。他に今日まで記憶されている作品としてはサミュエル・バトラーの『エレホン』（1872年）、エドワード・ベラミーの『顧みれば』（1880年）などが挙げられる。

## 逆ユートピア（ディストピア）
20世紀に入ると、「理想郷」と宣伝されていた社会主義国家や独裁国家が現実の存在となったが、その理想と現実の落差を批判したり、科学の負の側面を強調した小説が描かれた。転倒したユートピア文学であることからこれらは逆ユートピア（ディストピア）と呼ばれる。たとえばH・G・ウェルズの『モダン・ユートピア』（1905年）、エヴゲーニイ・ザミャーチンの『われら』（1924年）、オルダス・ハックスレーの『すばらしい新世界』（1932年）、ジョージ・オーウェルの『1984年』（1949年）や、エルンスト・ユンガーの『ヘリオーポリス』、レイ・ブラッドベリの『華氏451度』、星新一の『白い服の男』などの小説によって管理社会、全体主義体制の恐怖が描かれた。また、手塚治虫の『火の鳥未来編』は『1984年』を粉本にしているとみられている。これらに描かれた国家は、一見すると平和で秩序正しい理想的な社会であるが、徹底的な管理により人間の自由が奪われている。当時の共産圏や今日の管理社会に対する予見であり、痛烈な批判である。またそれを生み出した過去のユートピア思想や、その背景となった文明自体も攻撃対象である。

## ユートピアの特徴
ディストピアを描いた小説が登場する前に書かれたユートピア小説も、現在の目から見るとディストピアではないかと思われるものが多いという説もある。これらの理想郷は、決して「自然のなかの夢幻郷」ではない。それは人工的で、規則正しく、滞ることがなく、徹頭徹尾「合理的」な場所である。西ヨーロッパにおいてはこの模範はギリシャ社会を厳格に解釈したものに求められる。こうして生まれた「ユートピア」自体にディストピアの種が内包されていたのであるという説もある。
以下に、過去のユートピア文学で表現されてきた「理想郷」にしばしば共通する特徴を挙げる。
- 周囲の大陸と隔絶した孤島である。
- 科学と土木によってその自然は無害かつ幾何学的に改造され、幾何学的に建設された城塞都市が中心となる。
- 生活は理性により厳格に律せられ、質素で規則的で一糸乱れぬ画一的な社会である。ふしだらで豪奢な要素は徹底的にそぎ落とされている。住民の一日のスケジュールは労働・食事・睡眠の時刻などが厳密に決められている。長時間労働はせず、余った時間を科学や芸術のために使う。
- 人間は機能・職能で分類される。個々人の立場は男女も含め完全に平等だが、同時に個性はない。なお、一般市民の下に奴隷や囚人を想定し、困難で危険な仕事をさせている場合がある。
- 物理的にも社会的にも衛生的な場所である。黴菌などは駆除され、社会のあらゆるところに監視の目がいきわたり犯罪の起こる余地はない。
- 変更すべきところがもはやない理想社会が完成したので、歴史は止まっている。ユートピアは、ユークロニア（英: uchronia, 時間のない国）でもある。

以上のような、時計のように正確で、蜜蜂の巣のように規則的な社会像は、古代ギリシアの哲学者プラトンの『国家』、『ティマイオス』以来、ルネサンス期・啓蒙主義期に流行した『ユートピア』などの理想都市案から20世紀のディストピア小説、現実の共産主義国家のあり方までに共通するものがある。
このような社会の理想としてあげられるのは、西ヨーロッパにおいては彼らによって再解釈された「古代ギリシャ」である。一説によればプラトンの時代はペルシアなどの脅威によりギリシア諸国が揺らいだ時期だったが、おそらく彼は理性を「ギリシャ的」なものと決めつけ理想化し、それに対立する非理性的で欲望に満ちあふれたもう一つの世界アトランティスを思い描いたのであろうとしている。
こうした理性を中心としたユートピア的理想社会に対し、バロック、マニエリスム、シュルレアリスムなど反発する思想的動きが相次いだ。現在の先進国では、ともすれば資本の効率的利用や社会の安全・健康増進・効率化を名目に、事実上の管理社会が実現されることもあるが、一方ではたとえば『ユートピア』的な都市・国土計画よりは、いいかげんでヒューマンスケールの迷路的な旧市街や、曲線的な街路を持った商業地・住宅地の混在が見直されてもいる。またフィクションの世界でも『ブレードランナー』的な一見悪夢のような混沌とした未来が、逆に人間的な世界として評価されることがある。
ユートピアとは、結局のところ、唯一の価値観、唯一の基準、唯一の思想による全体の知と富の共有は、たしかに反するものが存在しないという意味で平和で理想であるという考えもあり、一方では、その実現には人間的なものや自由をすべて完全に圧殺しなければ実現しえないことを明確に表したものであり、理性以外のすべてをそぎ落とした果てにあるものの機械的な冷酷さを表したものという考えもある。

## 現代のユートピア

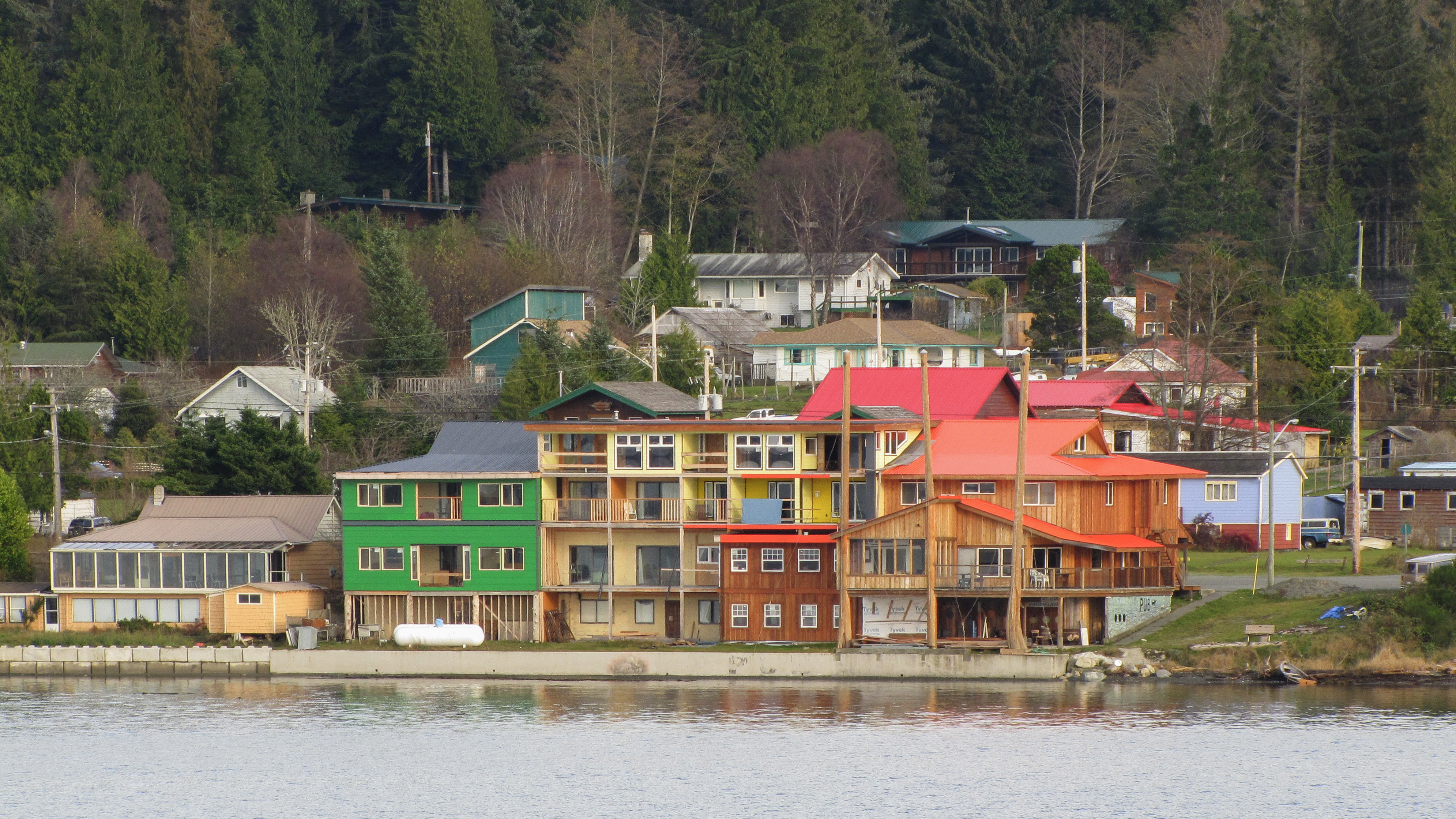
カナダのブリティッシュコロンビア州にあるソイントゥラ。フィンランドからの移民が作ったユートピア村。

21世紀になると、ユートピアをめぐる議論には脱希少性経済や後期資本主義、ベーシックインカムなどの論点が加わってくる。ルトガー・ブレグマンは2016年の著書『隷属なき道』（原題：Utopia for Realists / リアリストのためのユートピア）で「人的資本主義」ユートピアを描き、ベーシックインカムや週15時間労働、国境の開放について論じた。
北欧諸国は2019年時点で世界幸福度ランキングの最上位を占め、現代のユートピアと呼ばれることもある。ただし英国のジャーナリストであるマイケル・ブースは著書『限りなく完璧に近い人々』（2014年）で、北欧の暮らしがそれほど完璧ではないと指摘する。

### 政治・経済
19世紀初頭、商業主義と資本主義の進展が社会を混乱に陥れるとの危機感から、数々のユートピア思想が台頭してきた。これらは大きくは空想的社会主義の流れに属する。共通の特徴として平等主義的な資源の分配が挙げられ、金銭のやりとりを一切廃することも多い。人々は公共の福祉のために自分の好きな仕事をし、豊富な余暇にはアートや科学の教養を深める。そうしたユートピアの古典的な例がエドワード・ベラミーの小説『顧みれば』に描かれている。ウィリアム・モリスが『ユートピアだより』で描いたのは少し異なる社会主義ユートピアで、ベラミーのトップダウン型（官僚主義）ユートピアへの批判的応答にもなっている。ただし社会主義運動はやがてユートピア思想から離れていき、なかでもマルクスはユートピア的な社会主義思想を厳しく批判した。唯物論的なユートピア社会を特徴づけるのは完璧な経済であり、そこでは物価はつねに安定し、経済的にも社会的にも皆が平等になると考えられる。
英国の政治家エドワード・ギボン・ウェイクフィールドは19世紀初頭に植民地政策についてのユートピア的理論を提唱した。これも経済学的考察に主眼を置くものだが、階級格差を温存する意図が含まれている。ウェイクフィールドの理論はニュージーランドやオーストラリアを含むいくつかの植民地政策に影響を与えた。
H・G・ウェルズの『モダン・ユートピア』（1905年）は広く読まれ、多くの議論を巻き起こした。エリック・フランク・ラッセルは『大いなる爆発』（1963年）の最終章で経済的・社会的ユートピアを詳細に描いている。地域交換取引制度（LETS）に初めて言及したのもこの作品である。
ソ連ではフルシチョフ政権下の雪融け時代、作家イワン・エフレーモフが『アンドロメダ星雲』（1957年）というSF小説で宇宙規模の「雪融け」を描いた。人類が銀河規模の集団と交流し、異なる哲学が活発にぶつかり合う社会的枠組みのなかで科学技術と文化を発展させていくという設定である。
イギリスの政治哲学者ジェームズ・ハリントンが1656年に書いたユートピア的共和国論『オセアナ』は英国の土着政党（Country Party）の共和主義を触発し、アメリカ大陸の植民地経営にも影響を与えた。ハリントンの思想はやがてアメリカ合衆国建国者らの理想となる。英国の植民地のなかでカロライナ、ペンシルベニア、ジョージアの3つの植民地がユートピア社会として設計された。ジョージアではとくに「農業的平等」を重視して農地が平等に割り当てられ、追加で農地を購入したり相続したりすることは禁じられていた。これはのちにトーマス・ジェファーソンが思い描いた「自作農」（ヨーマン）を基礎とする民主主義の初期の試みと言える。
米国では1960年代にコミューンが盛んになり、よりよい生き方を目指す共同生活が広まった。「大地へ帰れ」運動やヒッピーたちに刺激されて、多くの人が都会を離れて自然豊かな土地に移住し、安らかで調和した暮らしと新たな共同生活の運営を模索した。たとえば1967年から1973年まで存続したカリフラワー・コミューンでは、既存の社会規範からの脱却と理想の共同体自治が試みられた。
そのように共同でよりよい生活を実現するためのインテンショナル・コミュニティを築く試みは世界中に存在する。失敗に終わったものも多いが、なかには発展を続けているコミュニティもある。たとえば1972年に米国で発足した十二支族教団は、世界各地で現在も活動を続けている。

### 環境
エコロジカル・ユートピアは、自然との新たな関わり方を志向するユートピアである。アーネスト・カレンバックの著書『エコトピア』（1975年）はエコロジカル・ユートピアを描いた最初期の小説で、エコロジカル・ユートピア思想に大きな影響を与えた。リチャード・グローブは著書『Green Imperialism』（1995年）で、エコロジカル・ユートピア思想の歴史的ルーツを探っている。それによると、西洋のデータ中心の科学者らがユートピア的な熱帯の島に出会ったときの衝撃から、初期の環境主義が生まれたという。エコロジカル・ユートピアは自然破壊によって成り立つ西洋現代人の生活が、工業化以前の伝統的な暮らし方から大きく離れてしまったことを問題にする。より持続可能な社会のあり方を目指す運動と言ってもよいだろう。オランダの哲学者 Marius de Geus によると、エコロジカル・ユートピアはグリーンポリティクスを含む社会・政治的運動を推進する力になりうる。

### フェミニズム
ユートピアはジェンダーの問題にも深い関心を抱いてきた。性別は社会的に構築されたものか、それとも生物学的に人に組み込まれたものなのか、あるいはそれらが組み合わさったものなのか。ユートピア思想の多くは社会的・経済的な女性の地位に関心を持ち、何らかのジェンダー平等を思想の要に置いている。その具体的なビジョンは女性嫌悪の解消、性別による住み分け、男女の差異がない中性的な平等など様々である。エドワード・ベラミーは1887年の小説『顧みれば』のなかに、女性参政権など当時のフェミニスト運動の論点を取り入れた。彼の描いたユートピア社会では、体力の違いを考慮して女性を軽工業に就かせたり、子どもを産んでもらうための様々な例外規定はあるが、基本的には男女は平等である。またフェミニストのユートピアの古典として有名な作品に、シャーロット・パーキンス・ギルマンの『フェミニジア』（原題：Herland, 1915年）がある。
サイエンス・フィクションおよびスペキュレイティブ・フィクションでは、社会だけでなく生物学的水準でもジェンダーの概念が再考される。マージ・ピアシー の『時を飛翔する女』（1976年）に描かれる社会ではジェンダーだけでなくセクシュアリティも（相手のジェンダーが何であれ）平等である。女性の権利を語る上でしばしば避けがたい壁となる妊娠・出産の問題についても、人工子宮などの技術によって乗り越えられている。生まれた子どもはほとんどの時間を親ではなく他の子どもたちと一緒に過ごす。1人の子どもにつき「母親」は3人いるのが普通で、母親はジェンダーではなく経験や能力によって選ばれる（男性も女性も母親になる）。そうした科学技術による出産・育児からの解放はシュラミス・ファイアストーンの『性の弁証法』（1970年）でも論じられている。Mary Gentle の『Golden Witchbreed』（1984年）に出てくる異星人は思春期を迎えるまでジェンダーの区別がなく、ジェンダーで社会的役割が分かれることもない。それに対して、ドリス・レッシングの小説『The Marriages Between Zones Three, Four and Five』（1980年）では男性と女性には本質的に異なる価値があり、両者の歩み寄りが重要であることが示唆される。Elisabeth Mann Borgese が『My Own Utopia』（1961年）で描いた社会にはジェンダーは存在するが、生物学的な性に縛られてはいない。ジェンダーのない子どもたちがやがて女性になり、そのうち一部の人がやがて男性になる。またウィリアム・モールトン・マーストン原作のコミック『ワンダーウーマン』（1941年 -）にはパラダイス島で暮らす女だけの一族「アマゾン族」の母権社会が描かれている。
ユートピア作品に登場するシングルジェンダー社会やシングルセックス社会は、昔からジェンダーの意味や差異について考察する手段であり続けている。SF作品に登場する女性だけの世界は、男性が病気で死に絶え、技術の進歩で女性による単為生殖が可能になった結果として描かれることが多い。古くは1915年の『フェミニジア』もそうであったが、1970年代になってレズビアン分離主義の運動に呼応し、女性だけのユートピアが多く登場した。ジョアンナ・ラスの『フィメール・マン』、Suzy McKee Charnas の『Walk to the End of the World』および『Motherlines』などが代表的である。こうした女性だけの社会は、家父長制から解放されて自立した女性の姿を想像するためのツールとなる。そこはレズビアン社会として描かれることもあれば（Katherine V. Forrest の『Daughters of a Coral Dawn』）、セクシュアルな関係性が存在しない場合もある（シャーロット・パーキンス・ギルマンの『フェミニジア』）。
SFによって未来のジェンダー役割を探求する作品は欧州などと比べて米国でとくに多いという指摘もあるが、ノルウェーの作家 Gerd Brantenberg による『Egalias døtre』やドイツの作家クリスタ・ヴォルフの『メディア-さまざまな声』など、各国の作家が影響力の大きな作品を発表している。